# サンティーズ
サンティーズは日本の演劇ユニット*pnish*の年長二人で結成されたユニットである。
きっかけはTop Stageの取材の際、森山が二十代最後の記念に富士山に登ると宣言したこと。*pnish*の中で唯一富士登山経験者であった(当時２回富士登山を果たしていた)鷲尾と共に登ることになった。森山の提案で登山の道中ビデオをまわし続け、そのビデオが予想以上に面白かったことからサンティーズとしてのイベントでそれを生かそう、ということになった。
- 30歳になった二人が頑張る姿を紹介しつつ、年上のゲストに「大人とは何か」というものを伝授してもらいながら素敵な大人、素敵な30代を目指すユニットである。
- 「30代だっていろいろチャレンジできるということを体を張って証明します！30代の人に勇気を与えて一緒に大人になっていきましょう。」というのがテーマ。
- 過去5度のイベント、4枚のCD、サンティーズ5作の映像をすべてまとめたDVD1枚の発売を行っている。
- オリジナルグッズは二人のメンバーカラーである金銀が基調とされている。
- オリジナルキャラクターはサンティーくん。
- 40代に突入するとヨンティーズになるらしい。

## メンバー
- 森山栄治（エロセクシィシルバー）
- 鷲尾昇(ワイルドマイペースゴールド)

## CD
作詞:森山栄治、鷲尾昇
作曲:宮路一昭
- 収録内容

森山栄治ver.
鷲尾昇ver.
各カラオケ
また、「滝にうたれて」以外はサンティーズによるフリートークを収録
- ありがとう20代(vol.1 30(さんじゅう))
- 滝にうたれて(vol.2 31(さんじゅういち))
- 大島(vol.3 32(さんじゅうに))
- 休日(vol.4 33(さんじゅうさん))

### イベントリスト
- 2007.2.7(水) -11(月)『サンティーズvol.1(さんじゅう)』 AKASAKA RED THEATER
- 2008.2.7(木) -10(日) 『サンティーズvol.2(さんじゅういち)』TOKYO FM HALL
- 2009.2.5(木) -8(日) 『サンティーズvol.3(さんじゅうに)』Varsity Hall
- 2010.9.22(水) -26(日) 『サンティーズvol.4(さんじゅうさん)』俳優座劇場
- 2015.10.2(金)-4(日)  『サンティーズvol.5「サンキュー！！」～おそらくこれがラストサンティーズ！！ありがとうを伝えたくて無理矢理やっちゃいます～INライブハウス』六本木BeeHive

## イベント内容
- 構成･演出･出演　森山栄治、鷲尾昇
- 企画・製作　サンティーズ
- 約80分
- テーマに沿って事前に撮られたVTR→トーク(日替わりゲストが参加することも)→サンティーズによる生歌
- VTRは数パターン存在(vol.1-4)
- vol.2からはオリジナルグッズが販売され、特定の商品を購入した観客の中からの抽選が恒例となっている。
  - vol.5ではDVDのみの予約販売、抽選は会場全員参加のじゃんけんとなった。
- 当選者にはサンティーズと過ごす大人のひとときやサンティーズとのキャッチボール、お姫様抱っこで記念撮影などがプレゼントされた。
- vol.4以外はメンバー鷲尾昇の誕生日(2/8)を含むため、バースデーサプライズが行われた。
- 公演後は希望者全員と握手
- vol.4ではゲストも加えいんぷろを披露
- ゲストの趣旨は「既に30を超えた大人から30代に仲間入りした二人にアドバイス」
- vol.1-5にかけて別紙慶一はスタッフとして参加。
- vol.5では*pnish*のメンバーである佐野大樹、土屋裕一がアテンドを行った。

vol.1 30　VTR:富士山登頂
vol.2 31　VTR:滝行
vol.3 32  VTR:森山栄治の故郷「大島(長崎県西海市大島町)」
vol.4 33　VTR:山中湖にてウェイクボード、キャンプ
vol.5 39  VTR:過去4作のVTR約4時間分を20分にまとめたもの、普段応援してくれるファンにありがとうを伝えに行く旅　

### イベントゲスト一覧
- vol.1 30
  - 7日(水)　きだつよし
  - 8日(木)　鷲尾昇(バースデーサプライズ)(篠田光亮、三浦涼介、竹尾一真)
  - 8日(木)　柏進
  - 9日(金)　 臼井琢也
  - 10日(土)　臼井琢也
  - 10日(土)　木内秀信
  - 11日(日)　川本成
- vol.2 31
  - 7日(木) 19:00　水谷あつし
  - 8日(金) 19:00　川本成
  - 9日(土) 13:00　二丁拳銃
  - 9日(土) 17:00　新田将司
  - 10(日)  13:00　 鈴木省吾
- vol.3 32
  - 5日(木)19:00　湯澤幸一郎
  - 6日(金)19:00　永山たかし
  - 7日(土)13:00　石倉良笙
  - 7日(土)17:00　浜口祐夢
  - 8日(日)17:00　川本成
- vol.4 33
  - 22日(水)19:00　セイン・カミュ
  - 23日(木)14:00　小野健太郎(劇団Studio Life)
  - 23日(木)18:00　Kimeru
  - 24日(金)19:00　津田健次郎
  - 25日(土)14:00　伊藤健太郎
  - 25日(土)18:00　近藤孝行
  - 26日(日)17:00　川本成